# Krunčići
 Krunčići  (olaszul: Mattosovi) falu Horvátországban, Isztria megyében. Közigazgatásilag Sveti Lovrečhez tartozik.

## Fekvése
Az Isztria középső részén, Pazintól 20 km-re délnyugatra, községközpontjától 5 km-re délre, a félszigetbe fjordszerűen mélyen benyúló Lim-öböl északi partja felett fekszik.

## Története
A településnek 1880-ban 132, 1910-ben 219 lakosa volt. Az első világháború után a rapallói szerződés értelmében Isztria az Olasz Királysághoz került. A második világháború után Jugoszlávia része lett. Jugoszlávia felbomlása után 1991-ben a független Horvátország része lett. 2011-ben mindössze 93 lakosa volt. Lakói hagyományosan mezőgazdasággal foglalkoznak.

## Lakosság
| Lakosság változása | Lakosság változása | Lakosság változása | Lakosság változása | Lakosság változása | Lakosság változása | Lakosság változása | Lakosság változása | Lakosság változása | Lakosság változása | Lakosság változása | Lakosság változása | Lakosság változása | Lakosság változása | Lakosság változása | Lakosság változása |
| ------------------ | ------------------ | ------------------ | ------------------ | ------------------ | ------------------ | ------------------ | ------------------ | ------------------ | ------------------ | ------------------ | ------------------ | ------------------ | ------------------ | ------------------ | ------------------ |
| 1857               | 1869               | 1880               | 1890               | 1900               | 1910               | 1921               | 1931               | 1948               | 1953               | 1961               | 1971               | 1981               | 1991               | 2001               | 2011               |
| 0                  | 0                  | 132                | 127                | 84                 | 219                | 0                  | 0                  | 214                | 195                | 175                | 147                | 135                | 115                | 110                | 93                 |